# 備後三川站
備後三川站（日语：／ Bingo-Mikawa eki */?）是位於廣島縣世羅郡世羅町大字伊尾字的場，西日本旅客鐵道（JR西日本）的福鹽線車站。
此站是世羅町唯一的鐵路車站，車站距離町中心較遠，另外此站是福鹽線車站中唯一設於「町」內的車站。

## 歷史
- 1938年（昭和13年）7月28日 - 福鹽線府中町站（現時：府中站）至上下站之間開通，此站啟用。
  - 當時車站位於廣島縣世羅郡三川村（日语：三川村 (広島県)）大字伊尾字的場。
- 1955年（昭和30年）2月11日 - 隨著甲山町（日语：甲山町）（第二次）成立，車站地址改為廣島縣世羅郡甲山町大字伊尾字的場。
- 1985年（昭和60年）12月1日 - 成為無人車站（簡易委託化）。
- 1987年（昭和62年）4月1日 - 伴隨國鐵分割民營化，車站由西日本旅客鐵道（JR西日本）營運。
- 1989年（平成元年）4月20日 - 河佐站至備後三川站之間使用新線。舊線中的八田原站（日语：八田原駅）廢止。
- 2004年（平成16年）10月1日 - 隨著世羅町（第二次）成立，車站地址改為廣島縣世羅郡世羅町大字伊尾字的場。

## 車站構造
車站是一座地面車站，設有1面1線的單式月台。前往三次方向的列車會開啟左邊車門。隨著建設八田原水壩，此站至河佐站之間改經新線，途經八田原隧道。受到上述情況影響，月台靠近府中一方較寬闊。此站是由三次鐵道部管理的無人車站，沒有自動售票機但設有車站大樓。
車站大樓是一座木屋風格的建築物，內部部分設有當地人士的聚會處。

## 利用狀況
以下為近年1日平均乘車人次列表。
| 年度               | 1日平均 乘車人次 | 參考資料 |
| ------------------ | ---------------- | -------- |
| 2002年（平成14年） | 46               | [ 1 ]    |
| 2003年（平成15年） |                  |          |
| 2004年（平成16年） |                  |          |
| 2005年（平成17年） |                  |          |
| 2006年（平成18年） |                  |          |
| 2007年（平成19年） |                  |          |
| 2008年（平成20年） |                  |          |
| 2009年（平成21年） |                  |          |
| 2010年（平成22年） |                  |          |
| 2011年（平成23年） | 18               | [ 2 ]    |
| 2012年（平成24年） | 21               | [ 2 ]    |
| 2013年（平成25年） | 24               | [ 2 ]    |
| 2014年（平成26年） | 22               | [ 2 ]    |
| 2015年（平成27年） | 17               | [ 2 ]    |
| 2016年（平成28年） | 22               | [ 2 ]    |
| 2017年（平成29年） | 20               | [ 2 ]    |

## 車站周邊
- 蘆田川（日语：芦田川）
- 三川水壩（日语：三川ダム）
- 三川郵局
- 國道432號（日语：国道432号）
- 廣島～上下、甲奴之間高速巴士路線 Peach Liner（日语：ピースライナー）「三川局前」巴士站

## 相鄰車站
西日本旅客鐵道（JR西日本）
 福鹽線
河佐－備後三川－備後矢野
- 上述提及，於1989年改路線前，河佐站至備後三川站之間曾經設有八田原站。

## 注腳
1. ↑  「飲食・小売の出店を科学する出店戦略情報局」之存檔數據
2. 1 2 3 4 5 6 7  國土數値情報 不同站的上下車人次數據

## 外部連結
- 備後三川｜車站資訊：JR出門網 - 西日本旅客鐵道（日語）